# Peyrignac
 Peyrignac  (en occitano Pairinhac) es una población y comuna francesa, situada en la región de Aquitania, departamento de Dordoña, en el distrito de Sarlat-la-Canéda y cantón de Terrasson-Lavilledieu.

## Demografía
| 299 | 311 | 357 | 389 | 372 | 394 |
| Para los censos de 1962 a 1999 la población legal corresponde a la población sin duplicidades (Fuente: INSEE [Consultar]) |     |     |     |     |     |